# 1997 w sztukach plastycznych
Wydarzenia w sztukach plastycznych i wizualnych w 1997 roku.

## Wydarzenia
- W Muzeum Guggenheima w Nowym Jorku odbyła się pierwsza amerykańska wystawa indywidualna Cristiny Iglesias[1]
- W Bilbao otwarto Muzeum Guggenheima
- 18 maja otwarto w Krakowie Galerię „Krypta u Pijarów”[2]
- W Kassel odbyła się międzynarodowa wystawa sztuki współczesnej documenta 10.

## Malarstwo
- Fernando Botero

Club del giardinaggio
- Edward Dwurnik

Wenecja (diagonalny), z cyklu „Podróże autostopem” – olej na płótnie, 150x200 cm
170-u Polityków Sztuki, z cyklu „Wyliczanka” – olej na płótnie, 146x146 cm
- Jerzy Kałucki

Trzydzieścidziewięć, czterdzieściosiem – akryl na płótnie, 140x120 cm, w kolekcji MOCAK
- Komar i Melamid(inne języki)

Przewaga w powietrzu

## Grafika
- Kiki Smith

Peacock – akwaforta na arkuszu, 181,6x194 cm. Kolekcja Museum of Modern Art

## Plakat
- Franciszek Starowieyski

plakat do opery Salome – format B1
plakat do opery Don Giovanni – format B1

## Fotografia
- Andreas Gursky

Times Square, New York – 186x250,5 cm. Kolekcja Museum of Modern Art

## Rzeźba
- Duane Hanson

Człowiek na ławce – winyl
- Steve Wolfe

Untitled (Cubism and Abstract Art) – 26x20,3x2,2 cm. Kolekcja Museum of Modern Art

## Instalacja
- Pipilotti Rist

Ever is Over All – wideoinstalacja na dwóch monitorach. Kolekcja Museum of Modern Art
- Joan Jonas

My New Theater 1 – wideoinstalacja z dźwiękiem, 166,4x50,8x185,4 cm. Kolekcja Museum of Modern Art
- Rachel Whiteread

Untitled (Paperbacks) – instalacja z gipsu i stali zajmująca cztery ściany pomieszczenia. Kolekcja Museum of Modern Art

## Wideo
- Rineke Dijkstra

11 lutego – Annemiek (I wanna be with you)
- Oskar Dawicki

STOmil – VHS, 4 min 41 s, w kolekcji Muzeum Sztuki Nowoczesnej w Warszawie

## Nagrody
- Nagroda im. Jana Cybisa – Jerzy Mierzejewski
- Nagroda Turnera – Gillian Wearing[18]
- Paszport „Polityki” w kategorii sztuki wizualne – Katarzyna Kozyra[19]
- Biennale w Wenecji

Złoty Lew (performance) – Marina Abramović
Złoty Lew (malarstwo) – Gerhard Richter
Złoty Lew (pawilon) – Francja
Duemila Prize dla najlepszych młodych artystów – Douglas Gordon, Pipilotti Rist i Rachel Whiteread
- Nagroda Krytyki Artystycznej im. Jerzego Stajudy – Ewa Mikina[21]
- World Press Photo – Francesco Zizola[22]

## Zmarli
- 25 lutego – Martin Kippenberger (ur. 1953), niemiecki rzeźbiarz, grafik, malarz i autor instalacji
- 15 marca – Victor Vasarely (ur. 1906), artysta węgierskiego pochodzenia
- 19 marca – Willem de Kooning (ur. 1904), amerykański malarz
- 16 kwietnia – Roland Topor (ur. 1938), rysownik, grafik
- 18 sierpnia – Marija Prymaczenko (ur. 1909), ukraińska malarka ludowa, tworzyła także hafty, malarstwo na ceramice i rysunki
- 24 sierpnia – Zofia Rydet (ur. 1911), polska fotografka
- 29 września – Roy Lichtenstein (ur. 1923), amerykański malarz, grafik, rzeźbiarz